# ニナ・ラドバノビッチ
ニナ・ラドバノビッチ （英語: Nina Radovanović、セルビア語キリル・アルファベット: Нина Радовановић、1991年12月19日 - ）は、セルビアの女子ボクサーである。ベオグラード出身。

## 経歴
2014年7月5日プロデビュー。
2016年11月26日、イベス・サモラが持つWBC女子世界ライトフライ級王座に挑戦するが、3回TKOで敗れ王座挑戦失敗。
2018年12月8日、Sanae JahとIBO女子世界フライ級王座決定戦に挑み、2-1判定で王座獲得。
2020年9月26日、ディナ・ソルスランドが持つWBO女子世界スーパーバンタム級王座に挑戦するが、0-3判定で敗れ王座奪取ならず。
2020年東京オリンピックにフライ級で出場し、セルビア女子ボクシング初のオリンピック出場となった。準々決勝まで進むが、台湾の黄篠雯に敗れメダル獲得ならず。

## 獲得タイトル
- IBO女子世界スーパーバンタム級王座